# Ładowarka akumulatorów

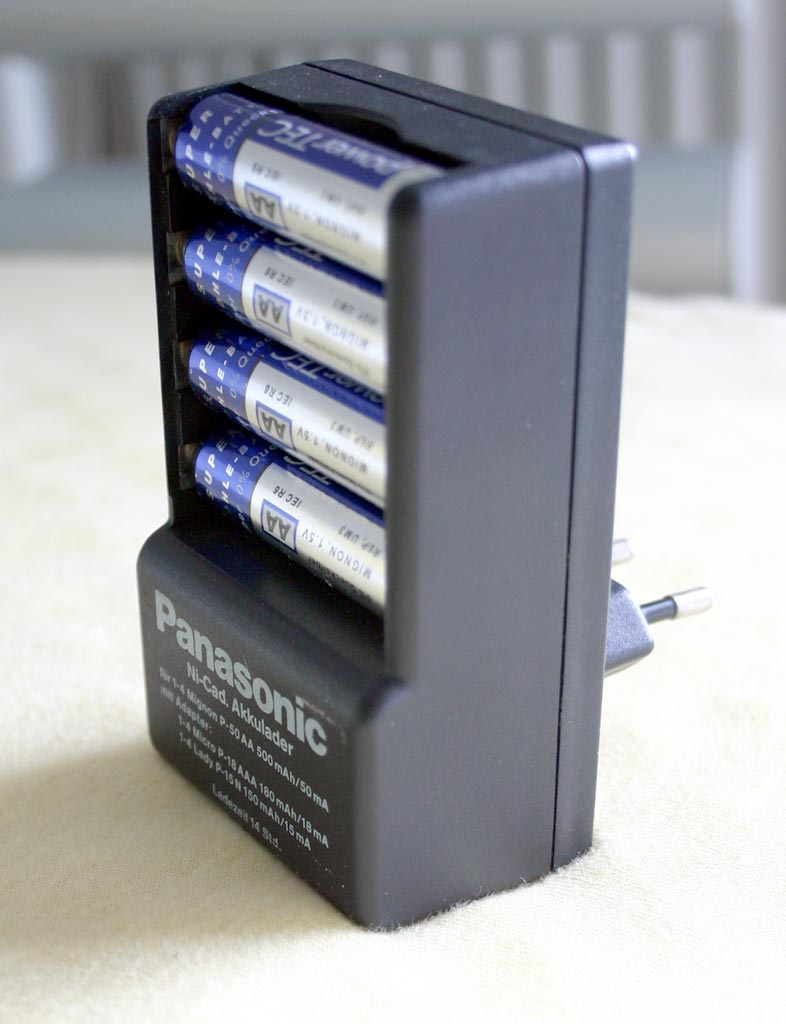
Ładowarka do akumulatorków Ni-Cd typu AA

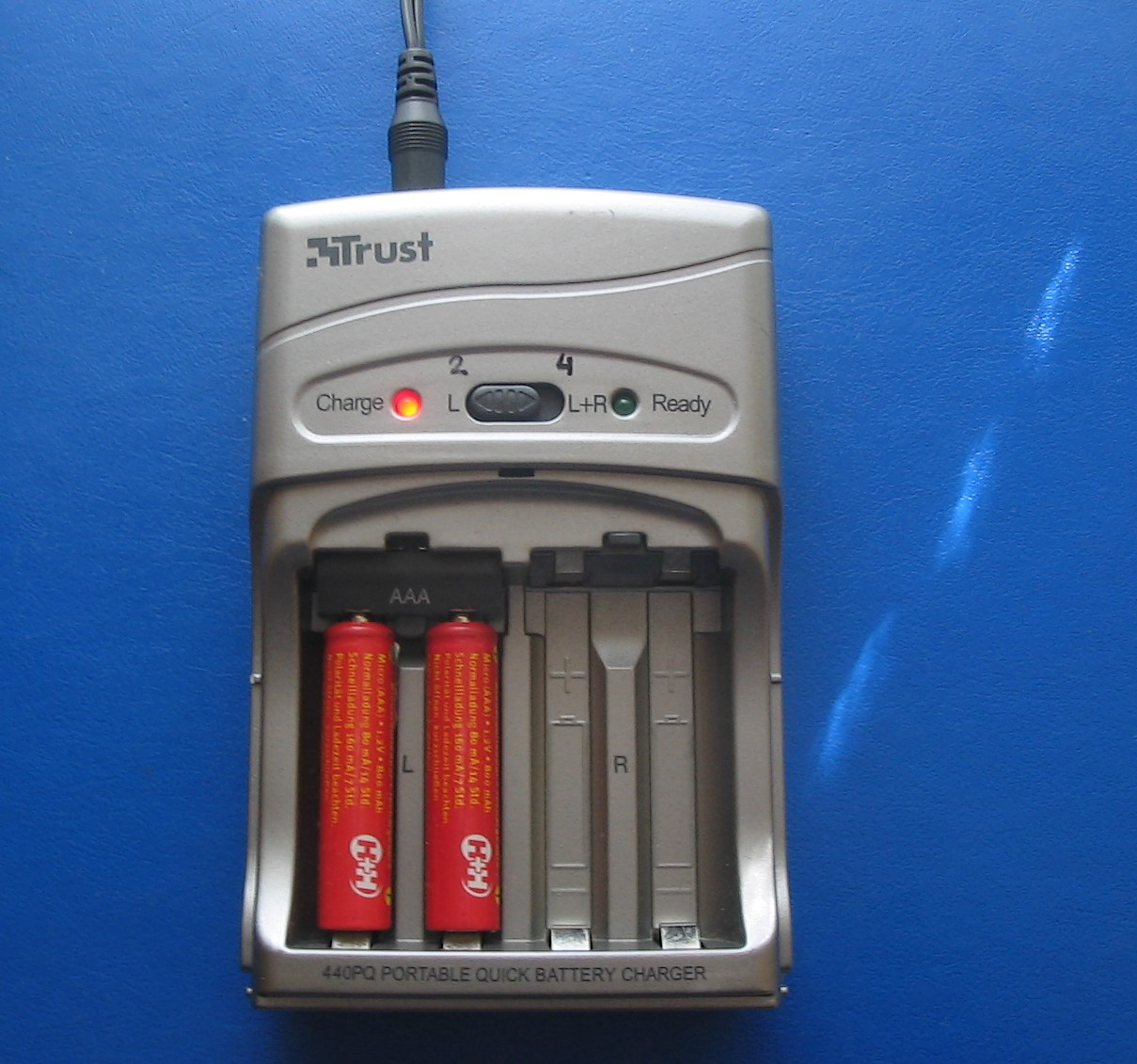
Ładowarka uniwersalna do ładowania akumulatorów rozmiaru AA oraz AAA

Ładowarka akumulatorowa – urządzenie służące do wprowadzenia energii elektrycznej do akumulatora elektrycznego przez wymuszenie przepływu prądu elektrycznego przez akumulator w kierunku przeciwnym do SEM akumulatora.
Przebieg oraz parametry ładowania akumulatorów zależą od typu akumulatora, jego pojemności, wykonania. Warunki ładowania określa producent akumulatora podając maksymalny prąd ładowania, maksymalny ładunek elektryczny lub natężenie prądu i czas ładowania, czasami też inne warunki, takie jak maksymalne napięcie czy temperatura. Dlatego też producenci ładowarek określają, jakiego typu akumulatory można ładować daną ładowarką.

## Typy ładowarek akumulatorowych

### Proste
Jest to w zasadzie niestabilizowany lub stabilizowany zasilacz prądu stałego. Prosta ładowarka pracuje przez połączenie źródła prądu stałego o napięciu większym od siły elektromotorycznej akumulatora do ładowanego akumulatora. Rezystancja ładowarki ogranicza prąd ładowania. W ładowarkach tych ogniwo ładowane jest prądem o wartości zależnej od charakterystyki ładowania akumulatora oraz napięcia i rezystancji ładowarki. Prosta konstrukcja powoduje, że ładowarka jest tania. Ładowarki te wymagają przerwania procesu ładowania po określonym czasie; pozostawienie akumulatora na dłuższy czas powoduje przeładowanie akumulatora i grozi jego uszkodzeniem. Dlatego takie ładowarki mają tak dobrane wartości prądu ładowania, aby zminimalizować ryzyko przeładowania. Z tego powodu ładowanie zwykłą ładowarką do pełnego naładowania trwa dłużej niż ładowarkami o zmieniającej się w czasie charakterystyce prądu ładowania.

### Z ograniczeniem czasowym
Udoskonaloną wersją prostych ładowarek są ładowarki z ograniczeniem czasowym. Mają one układ mierzący czas ładowania (tzw. timer) i przerywający ładowanie po upływie tego czasu, natężenie prądu ładowania w czasie ładowania zmienia się zgodnie z charakterystyką ładowanego akumulatora. Były one rozpowszechnione pod koniec lat dziewięćdziesiątych do ładowania akumulatorów niklowo-kadmowych dużej pojemności.
Często ładowarka razem z akumulatorami mogła być kupiona jako wielopak, czas ładowania ładowarki był sztywno ustalony dla dołączonych akumulatorów. Kiedy ładowane były inne akumulatory o mniejszej pojemności, zwykle ulegały one przeładowaniu, a akumulatory o większej pojemności nie były całkowicie doładowane. Z trendem technologicznym powiększania pojemności akumulatorów okazało się, że „stare” ładowarki nie doładowują do końca nowych akumulatorów. Dlatego wprowadzono ładowarki tego typu mające możliwość ustawienia czasu ładowania w zależności od pojemności akumulatora.
Ładowarki z ograniczeniem czasowym miały wadę, że przy ładowaniu akumulatora o odpowiedniej pojemności, ale niecałkowicie rozładowanego, powodowały jego przeładowanie. W celu uniknięcia takiej sytuacji, niektóre modele wyposażano w układy mające doprowadzić do rozładowania akumulatora – dopiero wtedy rozpoczynało się właściwe ładowanie.

### Inteligentne
Maksymalny prąd ładowania akumulatora zależy od jego stanu naładowania. „Inteligentna” ładowarka monitoruje napięcie, temperaturę oraz czas ładowania akumulatora. Na podstawie tych parametrów określa optymalny prąd ładowania w danej chwili. Ładowanie jest kończone, kiedy na podstawie napięcia, temperatury oraz czasu ładowania, układ stwierdza, że akumulator jest w pełni naładowany.
Napięcie akumulatorów niklowo-kadmowych i niklowo-metalowo-wodorkowych w czasie ich ładowania stopniowo wzrasta – aż do momentu pełnego naładowania akumulatora. Kiedy to nastąpi, napięcie spada, co jest wskazaniem dla inteligentnej ładowarki, że akumulator jest w pełni naładowany. Takie ładowarki są często oznakowane jako ładowarka typu ΔV, co wskazuje, że w czasie ładowania jest monitorowana zmiana napięcia.
Ładowarki tego typu, po zakończeniu ładowania, zazwyczaj przełączają się do trybu ładowania podtrzymującego, polegającego na ładowaniu niewielkim prądem, aby skompensować straty związane z samorozładowywaniem się akumulatorów.
Ładowarki takie przeważnie posiadają układy mające doprowadzić do rozładowania akumulatora przed właściwym ładowaniem – można je uaktywnić w celu ochrony przed efektem pamięciowym.

### Szybkie
Szybkie ładowarki wyprodukowane przez VARTA, Lenmar oraz inne przedsiębiorstwa, wykorzystują kontrolę obwodu akumulatorów będących w trakcie ładowania do szybkiego ładowania akumulatorów bez uszkadzania ich elementów wewnętrznych. Większość takich ładowarek ma zainstalowany chłodzący wentylator, aby utrzymać temperaturę ładowanych akumulatorów pod kontrolą. Większość jest zdolna do działania jako standardowe ładowarki nocne, jeśli są stosowane do ładowania akumulatorów niklowo-metalowo-wodorkowych. Niektóre szybkie ładowarki (np. wyprodukowane przez Energizer), może szybko naładować każdy akumulator niklowo-metalowo-wodorkowy, nawet jeśli ładowarka nie jest wyposażona w kontrolę obwodu ładowania akumulatora.

### USB
Port USB umożliwia zasilanie podłączonych do niego urządzeń napięciem 5V. Możliwości tej używa się też do zasilania urządzeń nie korzystających z portu USB, ale podłączonych do komputera tylko w celu ich zasilania, w tym także ładowarek akumulatorów. Produkty oparte na tej technologii dotyczą ładowarek zaprojektowanych w standardzie akumulatorów niklowo-metalowo-wodorkowych. Konstruuje się także akumulatory zawierające w sobie układ ładowania bezpośrednio z USB. Takie rozwiązanie eliminuje potrzebę stosowania odrębnych ładowarek.

## Elektronika użytkowa

### Telefony komórkowe

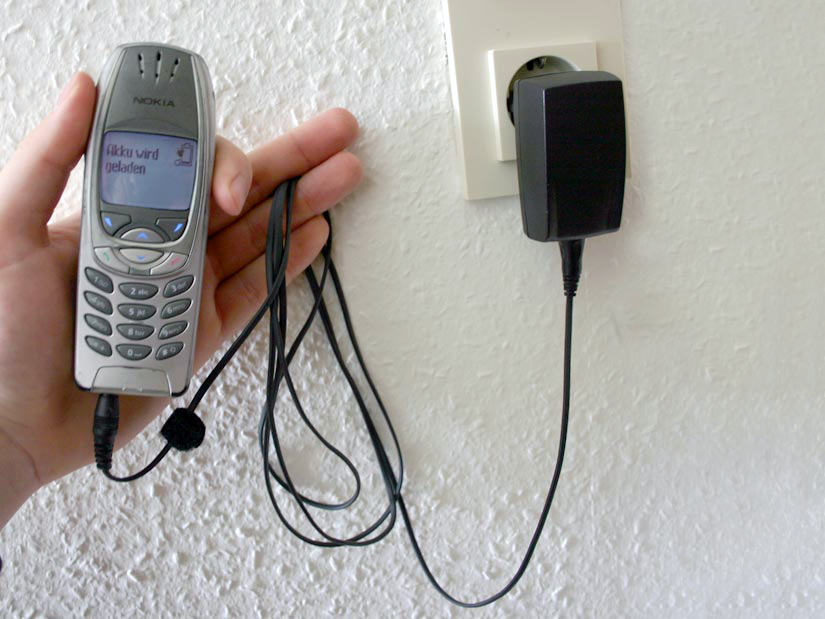
Ładowarka do telefonu komórkowego

Ładowarki do telefonów komórkowych i innych urządzeń wyposażone są w wiele różnorodnych odmian połączeń i napięć zasilających. Ładowarki jednego producenta, zwykle ze względu na rodzaj połączenia i napięcie, nie mogą być stosowane do telefonów innego producenta. Także często zdarza się, że nawet różne telefony tego samego producenta mają różne ładowarki.
W wielu przypadkach, kiedy połączenie ładowarki i telefonu jest takie samo u danego producenta (lub wtyczka ładowarki pasuje do telefonu innego producenta) nie świadczy to o odpowiednim doborze ładowarki do telefonu. Zastosowanie danej ładowarki tylko z powodu „pasującego” połączenia może doprowadzić do nieprawidłowego ładowania akumulatora, a nawet do uszkodzenia urządzenia.

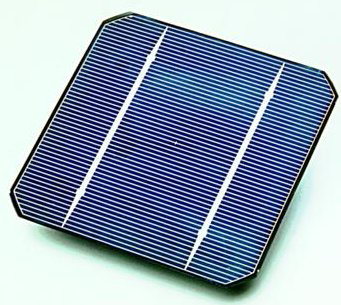
Alternatywne źródło prądu do ładowarki – bateria słoneczna

Spotyka się także ładowarki zawierające prądnicę napędzaną siłą mięśni ludzkich (zwane dynamem) oraz zasilane bateriami słonecznymi.
Chiny i inne państwa dokonują ujednolicenia ładowarek do telefonów komórkowych przez stosowanie złączy USB.

### Laptopy
Firmy produkujące laptopy załączają do odpowiednią ładowarkę. Wymagania dotyczące napięcia ładowarki do laptopa są różne. Laptopy zazwyczaj wymagają napięcia stałego 19 V. Moc wyjściowa ładowarki do laptopa powinna odpowiadać wymaganiom zasilania wejściowego laptopa, w tym jego napięciu. Jest to powszechne wymaganie dotyczące napięcia wejściowego dla laptopów.

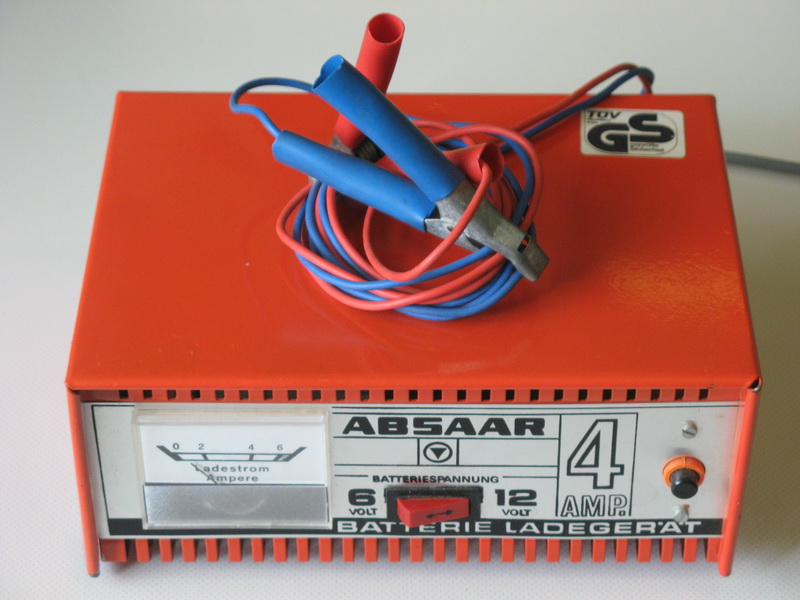
Ładowarka akumulatorów samochodowych 6/12V, 4A.